# إيدغار بيزاني
إيدغار بيزاني (بالفرنسية: Edgard Pisani) (9 نوفمبر 1918 في تونس - 20 يونيو 2016) هو سياسي فرنسي من الحزب الاشتراكي وكان المفوض الأوروبي بين عامي 1981 و1984.
بيزاني مالطي الأصل، اشتغل عام 1944 في الشرطة الفرنسية، ثم في وزارة الداخلية، ووزارة الدفاع. أصبح سناتوراً بين عامي 1954 و1961 ثم وزيراً للفلاحة حتى عام 1966. اشتغل أيضاً كمفوض سامي لكاليدونيا الجديدة بين عامي 1985 و1988، ثم مديراً لمعهد العالم العربي من عام 1988 حتى عام 1995.

## روابط خارجية
- إيدغار بيزاني على موقع مونزينجر (الألمانية)